# Laurids Olufsen Kok
Laurids Olufsen Kok (eller Kock, 1634-1691) var en dansk provst, filolog og digter. Han er især kendt for fædrelandssangen "Danmark deiligst Vang og Vænge".

## Levned
Laurids Kok blev født 13. september eller 13. marts 1634 i Sønder Asmindrup syd for Holbæk. Hans forældre var sognepræst Oluf Sørensen Kok (ca. 1590-1650) og Else Nielsdatter (ca. 1605-ca. 1635). Kok var student fra Roskilde Katedralskole og havde teologisk embedsekseksamen. Han var på en flerårig udlandsrejse i 1660'erne før han i 1666 blev rektor på Ringsted Latinskole. Han blev i 1673 sognepræst på Refsnæs hvor han blev til sin død. Kok blev udnævnt til provst i 1684. Han døde 17. eller 18. marts 1691 af en infektionsygdom som også to af hans børn døde af. Kok er begravet på Refnæs Kirkegård.
Laurids Kok blev gift i Refsnæs 21. april 1674 med Elisabeth Sophie Lauridsdatter Gram (ca. 1640-1712).

## Filolog
Mens han var i udlandet, skrev han en kort grammatik for dansk på latin med titlen Introductio ad lingvam Danicam, puta Selandicam, in usum exteriorum (dansk: Introduktion til det danske, nærmere betegnet det sjællandske sprog til brug for udlændinge). Grammatikken blev først udgivet i 1915.
Senere skrev han en dansk-latin ordbog. Ordbogen er ikke er bevaret i sin helhed, men dele af den er indarbejdet i Moths Ordbog af Matthias Moth.

## Digter
Mens Kok var rektor i Ringsted skrev han et hyldestdigt til Ringsted og en gendigtning af Prædikerens Bog. Disse var ifølge Dansk Biografisk Leksikon ikke gode. Han skrev også tre historiske viser, hvor især sangen "Danmark, dejligst Vang og Vænge" betegnes som fremragende. Kok sendte viserne til Peder Syv som han var blevet student sammen med i Roskilde, og Peder Syv udgav dem i 1695. Da P.E. Rasmussen komponerede en melodi til "Danmark, dejligst Vang og Vænge" i 1810, blev den en populær fædrelandssang.